# Southam
Southam este un oraș în comitatul Warwickshire, regiunea West Midlands, Anglia. Orașul se află în districtul Stratford-on-Avon.